# Ian Rush
Ian Rush (* 20. říjen 1961, St Asaph) je bývalý velšský fotbalista. Hrával na pozici útočníka. Byl výjimečným střelcem, jeho slávu však přibrzdila skutečnost, že reprezentace Walesu nedosahuje mezinárodních úspěchů a také šestiletý zákaz startu jeho klubu FC Liverpool v evropských pohárech, po incidentu na Heyselově stadionu v roce 1985.
V reprezentačním mužstvu Walesu odehrál 73 utkání a vstřelil 28 branek, což jej řadí na druhé místo mezi střelci v historii velšské reprezentace. Nikdy se mu však s týmem Walesu nepodařilo probojovat na žádný velký mezinárodní turnaj.
S FC Liverpool dvakrát vyhrál Pohár mistrů evropských zemí (1980/81, 1983/84), pětkrát se stal mistrem Anglie (1981–82, 1982–83, 1983–84, 1985–86, 1989–90) a třikrát vyhrál FA Cup (1985–86, 1988–89, 1991–92). V dresu Liverpoolu nastřílel 229 ligových branek. Celkem pak 346 branek, což je klubový rekord. 10 ligových branek vstřelil ještě při svých angažmá v Juventusu Turín a v Leeds United.

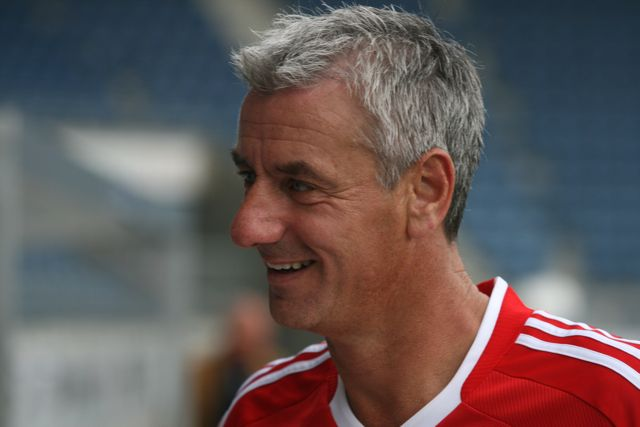
Ian Rush na zápase starých pánů v roce 2008

Roku 1984 byl vyhlášen nejlepším fotbalistou Anglie (v anketě FWA). Ve stejném roce vyhrál Zlatou kopačku, a to za 32 nastřílených branek v jedné sezóně. Časopis World Soccer ho vyhlásil 40. nejlepším fotbalistou 20. století. V anketě 100 velšských hrdinů, která hledala největší osobnost velšských dějin, skončil na 57. místě.